# Един наивник на средна възраст
„Един наивник на средна възраст“ е български 2-сериен игрален филм (криминален) от 1976 година на режисьора Милен Гетов по сценарий на Богомил Райнов. Оператор е Христо Вълев. Музиката във филма е композирана от Иван Игнев.
Филмът се прожектира и като самостоятелен. Същото се отнася и за „Ориент експрес“.

## Серии
- 1. серия – „Един наивник на средна възраст“ – 66 минути
- 2. серия – „Ориент експрес“ – 48 минути [1].

## Актьорски състав
| Роля                                   | Изпълнител           |
| -------------------------------------- | -------------------- |
| Хенри Томас, резидент на ЦРУ в Нигерия | Иван Андонов         |
| Мери Ли                                | Невена Мандаджиева   |
| Елен, дъщеря на инж. Раев              | Маргарита Стефанова  |
| Бенет, помощник на Томас               | Ангел Георгиев       |
| Чарли, наркоман                        | Явор Милушев         |
| Боян, наркоман                         | Йосиф Сърчаджиев     |
|                                        | Иван Джамбазов       |
|                                        | Силвия Рангелова     |
|                                        | Сава Хашъмов         |
|                                        | Михаил Михайлов      |
|                                        | Джоко Росич          |
|                                        | Георги Стоянов       |
|                                        | Пламен Чаров         |
|                                        | Невена Куманова      |
|                                        | Стефан Сърбов        |
|                                        | Иван Стефанов        |
|                                        | Ангел Иванов         |
|                                        | Димитър Вачев        |
|                                        | Никола Дачев         |
|                                        | Хари Тороманов       |
|                                        | Иванка Даковска      |
|                                        | Светослав Карабойков |
|                                        | Вихра Петранова      |